# De laatste opdracht
De laatste opdracht is een sciencefictionverhaal van de Belgen Koen Buytaert en Christiane Varen, een pseudoniem van Eddy C. Bertin. Het was het eerste verhaal in de verhalenbundel Ganymedes 4, uitgegeven door A.W. Bruna Uitgevers. Die verhalenbundel kwam tot stand door het inzenden van lezers en andere liefhebbers van het genre, die weleens een eigen verhaal op papier wilden zetten.

## Het verhaal
Hoofdpersoon is Will Conrad, uitgerangeerd ruimtevaarder. Hij is na een verkeersongeluk, waarbij zijn vrouw Marianne om het leven kwam, aan lager wal geraakt. Toch werd hij uitgekozen om de Aarde te redden van een invasie van aliens. Deze aliens, afkomst onbekend, communiceren niet. Ze bombarderen Berlijn en Chicago plat en ook satellieten en Aards wapentuig moeten het ontgelden. Zelfs tot de tanden gewapende raketten leggen het af. De aliens indoctrineren de astronauten, die dan volledig van de kaart zijn.   
Will Conrad blijkt uitstekende te functioneren in die instabiele situatie. Hij wordt als een soort onderhandelaar naar het alienruimteschip gezonden, om te onderhandelen over vrede. Hij krijgt echter hallucinaties (ook over het ongeluk), dat hij zodanig van de kaart raakt, dat hij het alienruimteschip uit verdriet ramt. Degenen die daarop geanticipeerd hebben, hadden het voorruim van het Aarde ruimteschip volgestopt met kernwapens. Hun opzet is geslaagd. De Aarde moet alleen nog in toekomst rekening gaan houden met eventuele represailles.